# Rotes Dreieck als palästinensisches Symbol

Ein rotes, nach unten zeigendes Dreieck.

Während des Krieg in Israel und Gaza seit 2023 wurde das rote Dreieck als Symbol der Hamas und pro-palästinensischen Aktivisten verwendet.
Der Einsatz des Symbols von Aktivisten stammt aus Kampfaufnahmen, die von der Hamas veröffentlicht wurden, wo israelische Ziele, wie Panzer mit einem roten Dreieck markiert wurden, bevor sie angegriffen wurden. Dieses Symbol stammt wiederum aus dem Dreieck der palästinensischen Flagge.

## Historische Wurzeln

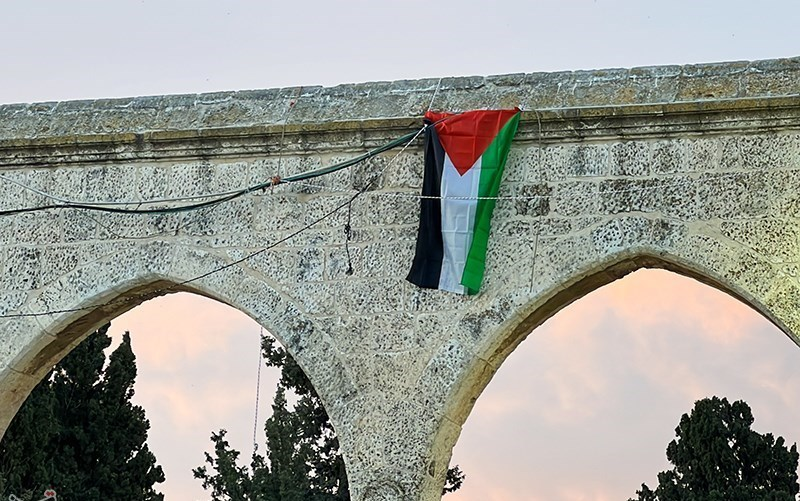
Die palästinensische Flagge mit dem roten Dreieck an der Al-Aqsa Moschee, aufgehängt während eines Protests 2022.

Das rote Dreieck taucht in der Flagge der Arabischen Revolte auf, die Farbe rot soll die arabische Unabhängigkeit und Einigkeit symbolisieren. Das rote Dreieck taucht auch in einer Flagge auf, die im Arabischer Aufstand in Palästina 1936–1939 gegen die britische Herrschaft und die jüdische Einwanderung verwendet wurde. In einer Fotografie von 1938 sind palästinensische Aufständige mit einer abgewandelten Flagge zu sehen, die schwarz, weiß und grün, mit einem roten Dreieck gehalten ist, worin ein christliches Kreuz und ein muslimischer Halbmond, als Symbol der interreligiösen Einheit zu sehen  ist.
Trotz älterer historischer Belege vermuteten einige, dass das Symbol seinen Ursprung hat in der Kennzeichnung der Häftlinge in den Konzentrationslagern. Allerdings wurden mit dem sogenannten „roten Winkel“ politische Gegner der Nazis in KZ versehen, die nicht notwendigerweise Juden waren.

## Verwendung seit 2023
Der militärische Arm der Hamas die Qassam-Brigaden, beganen mit dem Kriegsbeginn ab November 2023 in Propaganda Videos israelische Ziele mit einem roten Dreieck zu versehen.
Seither wurde das rote Dreieck auf Schildern und Grafiti bei palästinensischen Unterstützern in Deutschland, Kanada, den Vereinigten Staaten, Australien, der Schweiz und weiteren Ländern verwendet. Es wurde auf Privathäusern oder Geschäftern von Aktivisten angebracht, so beispielsweise auf das Wohngebäude des operativen Leiters der Columbia University oder einer beliebten jüdischen Bäckerei in Sydney.
In Berlin wurde es an den Technoclub About Blank angebracht, nachdem dort eine Diskussionsveranstaltung zu Antisemitismus stattfand. Ebenfalls in Berlin wurde das Bajszel mit Dreiecken markiert und mehrfach angegriffen. In Zürich wurde 2024 am Gebäude der Neuen Zürcher Zeitung ein rotes Dreieck angebracht.
Das rote Dreieck als Emoji (🔻) wurde von palästinensischen Unterstütztern häufig in den sozialen Medien verwendet. Im Oktober 2024 gab es Berichte darüber, dass Meta Beiträge mit dem Symbol im Kontext des Nahostkonflikts entfernte.
Im Juli 2024 beschloss der Berliner Senat das Symbol per sofort zu verbieten, sofern es im Kontext mit der Hamas steht. Niklas Schrader der Partei Die Linke warnte davor, unbeabsichtigt damit Organisiationen wie die Vereinigung der Verfolgten des Naziregimes – Bund der Antifaschistinnen und Antifaschisten, unter anderem bei israelsolidarischen Demonstrationen zu verbieten. Die Berliner Sektion des VVN-BdA äußerte sich ähnlich.
Seit November 2024 stuft auch das Bundesministerium des Innern das rote Dreieck als Symbol ein, dass unter das Verbot der Hamas fällt.
Einige Aktivisten streiten ab, dass das Symbol einen Zusammenhang mit der Hamas hat, sondern sehen das Symbol als Ersatz für die palästinensische Flagge.